# 무인도의 디바
《무인도의 디바》는 2023년 10월 28일부터 2023년 12월 3일까지 방송되었던 tvN 토일 드라마였다.

## 프로그램 소개
15년 만에 무인도에서 구조된 가수 지망생 서목하의 디바 도전기를 그린 드라마

## 제작진

### 제작사
- 바람픽쳐스
- 카카오엔터테인먼트

### 제작
- 박호식
- 최호성
- 장세정

### 극본
- 박혜련 : MBC 일일 시트콤 《논스톱 3》(공동 집필), MBC 일일 시트콤 《논스톱 5》(공동 집필), SBS 주간 시트콤 《혼자가 아니야》(집필), MBC 일일 시트콤 《김치치즈 스마일》(공동 집필), SBS 주말 특별 기획 드라마 《칼잡이 오수정》(공동 집필), KBS 2TV 월화 드라마 《드림하이》(집필), SBS 수목 드라마 《너의 목소리가 들려》(집필), SBS 수목 드라마 《피노키오》(집필), KBS 2TV 특집 드라마 《페이지터너》(집필), SBS 수목 드라마 《당신이 잠든 사이에》(집필), tvN 토일 드라마 《스타트업》(집필) 집필
- 은열

### 연출
- 오충환 : SBS 일일 드라마 《가족의 탄생》(공동 연출), SBS 수목 드라마 《별에서 온 그대》(공동 연출), SBS 특집 드라마 《내일을 향해 뛰어라》(연출), SBS 수목 드라마 《냄새를 보는 소녀》(공동 연출), SBS 월화 드라마 《닥터스》(연출), SBS 수목 드라마 《당신이 잠든 사이에》(공동 연출), tvN 토일 드라마 《호텔 델루나》(연출), tvN 토일 드라마 《스타트업》(공동 연출), MBC 금토 드라마 《빅마우스》(연출) 연출

## 등장 인물
(†) 표시는 드라마 상에서 최종적으로 사망한 인물이다.

### 주요 인물
- 박은빈: 서목하(여, 16세→31세) 역(아역: 이레) - 백수이지만 윤란주 하나뿐 인 팬 노래좋아하는 지망생 이기도 하면서 메니저이기도하고 나중에 꿈을 찾아 가수
- 김효진: 윤란주(여, 27세→42세) 역 - 가수
- 채종협: 강보걸(남, 30세) / 정기호(31세) / 이기호 역 - YGN 예능국 PD
- 차학연: 강우학(남, 31세) / 정채호(32세) / 이채호 역 - YGN 보도국 기자

### RJ 엔터테인먼트
- 김주헌: 이서준(남, 27세→42세) 역 - RJ엔터테인먼트 대표
- 배강희: 은모래(여, 31세) 역 - 가수
- 신주협: 박용관(남, 36세) 역 - RJ 엔터테인먼트 소속 은모래 매니저

### N번째 전성기
- 김보정: 홍연경(여, 27세→42세) 역 - YGN 예능국 PD
- 윤정훈: 안동민(남, 28세) - YGN 예능국 PD

### 춘삼도 사람들
- 이승준: 정봉완(남, 40세→55세) 역(†) - 경비
- 김민석: 한대웅(남, 16세→31세) 역 - 보험설계사(아역: 정준)
- 오경화: 문영주(여, 16세→31세) 역(아역: 김윤설) - 주부
- 문우진: 정기호(남, 16세) 역 - 춘삼도 파출소 경찰인 봉완의 외동아들
- 이유준: 서정호(남, 43세) 역(†) - 선장, 횟집주인.

### 우학 & 보걸 집
- 서정연: 송하정(여, 54세) / 양재경 역 - 미용사
- 이중옥: 강상두(남, 53세) / 이욱 역 - 미용사

### 기타 인물
- 송경철: 황병각 역
- 미상: 황병각의 딸 역
- 문숙: 고산희 역
- 엄지만: 정기호 사건 담당 검사 역
- 오지혜: 닥터김 역

### 특별출연
- 알리아(4회)
- 차미경: 식당주인 역(7회)
- 오의식: 봉두현 역(4회, 11회)
- 민성욱: 이지광 역(11회)

## 시청률
최저 시청률과 최고 시청률은 시청률 조사회사와 지역별로 시청률에 차이가 있을 수 있습니다.
| 2023년 | 2023년    | 2023년             | 2023년     | 2023년     |
| 회차   | 방송일    | 부제               | AGB 시청률 | AGB 시청률 |
| 회차   | 방송일    | 부제               | 한국(전국) | 수도권     |
| ------ | --------- | ------------------ | ---------- | ---------- |
| 제1회  | 10월 28일 | 수조 밖 vs 수조 안 | 3.172%     | 3.450%     |
| 제2회  | 10월 29일 | 우연 vs 필연       | 5.155%     | 5.402%     |
| 제3회  | 11월 4일  | 아이스박스 vs 드론 | 5.557%     | 6.177%     |
| 제4회  | 11월 5일  | 2008 vs 2022       | 7.988%     | 8.885%     |
| 제5회  | 11월 11일 | 후회 vs 자랑       | 5.390%     | 6.163%     |
| 제6회  | 11월 12일 | 비밀 vs 거짓말     | 7.933%     | 8.887%     |
| 제7회  | 11월 18일 | 서목하 vs 은모래   | 6.053%     | 6.647%     |
| 제8회  | 11월 19일 | 1호 팬 vs 1호 팬   | 8.680%     | 9.354%     |
| 제9회  | 11월 25일 | 위로 vs 다짐       | 7.315%     | 8.369%     |
| 제10회 | 11월 26일 | 정답 vs 리스크     | 7.995%     | 8.948%     |
| 제11회 | 12월 2일  | 호구 vs 진상       | 7.285%     | 8.140%     |
| 제12회 | 12월 3일  | 우연 vs 필연       | 9.002%     | 9.840%     |

## 참고 사항
- 무인도에 조난 당한 사람이 사회로 복귀하는 설정 자체는 소설 《로빈슨 크루소》부터 영화 《캐스트 어웨이》 등 여러 조난물에서 차용된 설정이나 주인공이 여성인 사례는 드문 편이기도 하다.
- 이승준, 박은빈은 MBC 주말 특별 기획 드라마 《아버님 제가 모실게요》 이후 6년 만에 재회하여 캐스팅 되었다.
- 박혜련 작가, 오충환 PD는 SBS 수목 드라마 《당신이 잠든 사이에》, tvN 토일 드라마 《스타트업》에 이어 세 번째로 합류하였다.
- 박은빈, 채종협은 SBS 금토 드라마 《스토브리그》 이후 4년 만에 재회하여 캐스팅 되었다.
- 박은빈, 서정연은 SBS 월화 드라마 《브람스를 좋아하세요?》 이후 3년 만에 재회하여 캐스팅 되었다.
- 박은빈과 김효진은 같은 소속사 나무엑터스에 속해있다

## 같이 보기
- 대한민국의 텔레비전 드라마 목록 (ㅁ)
- 2023년 대한민국의 텔레비전 드라마 목록